# Poa aequigluma
Poa aequigluma là một loài cỏ trong họ hòa thảo, thuộc chi poa.